# Lex Goudsmit
Alexandre Joseph (Lex) Goudsmit, geboren als Alexandre Joseph Lacroix  (Brussel, 15 maart 1913 – Amsterdam, 10 december 1999) was een Nederlands acteur.

## Levensloop
Goudsmit werd in Brussel met de Nederlandse nationaliteit geboren als Alexandre Joseph Lacroix, buitenechtelijke zoon van de rooms-katholieke Catharina Anna Maria Lacroix (1892-1981) uit Maastricht. Hij werd genoemd naar zijn grootvader van moeders zijde, Alexander Joseph Lacroix, stukadoor in Maastricht. Op 25 oktober 1916 verhuisde zijn moeder van Antwerpen naar Amsterdam. Daar werkte zij als kamermeisje, en woonde in 1917 en 1918 achtereenvolgens aan de Amsteldijk, Van Woustraat, Ruijsschstraat, Utrechtschestraat en Retiefstraat. Op het adres aan de Ruijschstraat woonde een zekere Goudsmit, en daar leerde zij vermoedelijk de Joodse diamantbewerker Louis Goudsmit (1890-1973) kennen. Catharina trouwde met Goudsmit in Amsterdam op 3 oktober 1918. Lex was toen vijf jaar oud. Hij werd daarbij door Goudsmit als zijn wettige kind erkend. Daarbij kreeg hij ook de achternaam Goudsmit.
Lex doorliep 6 klassen lager onderwijs en 2 klassen MULO, en had 3 jaar Engelse les. In 1932 werd hij wegens doofheid voorgoed ongeschikt verklaard voor militaire dienst. In de oorlogsjaren was hij zelf ook als diamantslijper en diamantbewerker werkzaam, en woonde aan de Waverstraat 80 II in Amsterdam.
In 1966 werd hij bij het grote publiek bekend door zijn rol van Tevje in de musical Anatevka (Fiddler on the Roof). Hij speelde Tevje zo'n 1100 keer in Nederland en in Londen.
Behalve in bovengenoemde rol was hij regelmatig te zien in televisieprogramma's. Zo speelde hij koning Sopromus in de jeugdserie Flip de tovenaarsleerling in 1961 en een rol in de jeugdserie Q & Q in 1974. In een andere jeugdserie, Thomas en Senior (1985-1988), speelde hij de rol van Senior. Van 1984 t/m 1999 speelde hij in Sesamstraat als Lex (de opafiguur), waardoor ook de jongere generatie hem leerde kennen.
Goudsmit overleed op 86-jarige leeftijd in een ziekenhuis in Amsterdam aan de gevolgen van een hersenbloeding. Hij werd in stilte gecremeerd in crematorium Westerveld in Driehuis. Zijn as is begraven op het urnenveld onder een soort vitrinekastje waarin foto's, tekeningen en andere objecten te zien zijn.
Goudsmit was vanaf 1935 gehuwd met Erna Weiss, later officieel Erna Goudsmit Weiss, uit Oostenrijk (1904-na 1994); het huwelijk werd in 1986 door scheiding ontbonden. Hij wist zijn echtgenote in juli 1943 uit Kamp Westerbork vrij te krijgen. Kort na de scheiding trouwde hij met Anna Aleida (Ans) Adelaar (1921-1989), met wie hij reeds twee kinderen had. Hij woonde achtereenvolgens op de Waverstraat (tot 1965), de C. van Vollenhovenstraat (1965), opnieuw de Waverstraat (1965-1966), opnieuw de C. van Vollenhovenstraat (1966-1967), opnieuw de Corn. van Vollenhovenstraat (1969-1974) en tot slot op de Brouwersgracht (1974-1999) in Amsterdam.

## Filmografie
- Varieté (1935)
- Secret File, U.S.A. (televisieserie, 1955)
- Het wonderlijke leven van Willem Parel (1955)
- Kleren maken de man (1957)
- Operation Amsterdam (1959)
- Hokus Pokus, dat kan ik ook (televisieserie) - Hong-Sjok (1956-1960)
- De zaak M.P. (1960)
- Stranding (1960)
- Assepoester (1950) (1960) - Koning
- Het huis (1961)
- Flip de tovenaarsleerling (televisieserie) - Koning Sopromus (1961)
- Fietsen naar de maan (1963) - Pianist
- De vergeten medeminnaar (1963)
- Merlijn de Tovenaar (1963) - Stem van Merlijn
- Anatevka (1966) - Tevye
- 10.32 (1966) - Max
- Vreemde wereld (1967)
- Jungle Boek (tekenfilm, 1967) - Kolonel Hathi
- De man van La Mancha (musical, 1968)
- Hans Brinker (1969) - Slager
- Mijn tante Victoria (televisieserie) - Iwan Koerowski (1972)
- Citroentje met suiker (televisieserie) - Akkie Palfrenier (1972-1973)
- Kunt u mij de weg naar Hamelen vertellen, mijnheer? (televisieserie) - Reus Gondolff (Dolfje) van Sloe (afl. Het reuzenravijn, 1973)
- Frank en Eva (1973) - Max
- Naakt over de schutting (1973)
- Alicia (1974) - Huwelijksmakelaar
- Tita Tovenaar (televisieserie, 1972-1974)
- Q & Q (1e serie) - Aannemer Pies, ook werkzaam als ober op tuinfeest (1974)
- Oom Ferdinand en de toverdrank (1974) - Oom Ferdinand
- Durmazon (miniserie, 1974)
- Zwaarmoedige verhalen voor bij de centrale verwarming (1975) - Bejaarde
- De laatste trein (1975)
- De dag waarop de paus gekidnapt werd (blijspel, 1975) - Samuel
- De fluit met de zes Smurfen (animatiefilm 1976) - Koning
- Peter en de vliegende autobus (1976) - Quirinus Drijfhout
- Peter en de Draak (1977) - Lampie
- Pinkeltje (1978) - Pinkelbaron Krikhaer
- Martijn en de magiër (1979) - Opa
- The Lucky Star (1980) - Gendarme
- De bende van hiernaast (1980) - Opa De Graaf
- Dolly Dots (televisieserie) - Opa Leonard Drijfijzer (1983)
- De Oproep voor militaire dienst (film voor scenariowedstrijd 1983)
- Thomas en Senior en de grote goudroof (televisieserie) - Senior (1985)
- Thomas en Senior op het spoor van Brute Berend (1985) - Senior
- Mijn idee: Het schilderij (1986)
- Tante Tilly (televisieserie) (1986)
- Op hoop van zegen (1986) - Opa
- Pompy de Robodoll (televisieserie) - Verteller (1987-1988)
- Thomas en Senior op het spoor van Brute Berend (televisieserie) - Senior (1988)
- Daar gaat de bruid (klucht) - Opa van de bruid (1988)
- Peter Strohm (televisieserie) - Cohn (afl. Die sieben Monde des Jupiter, 1989)
- Steil achterover (televisieserie, afl. Het is een crime, 1989)
- Iedereen wil honderd worden (1990) - Zichzelf
- Suite 215 (televisieserie, afl. Weerzien, 1991)
- Annabel & de race tegen de klok (1993) - Stem van Cornelius
- Vier Dinosaurussen en Nieuw York (1993) - Stubbs de Clown
- Voor hete vuren (televisieserie, afl. Vete, 1995)
- 12 steden, 13 ongelukken (televisieserie) - Cor van Laar (afl. The Young Ones: Bennebroek, 1996)
- Left Luggage (1998) - Mr. Goldman
- Sesamstraat (televisieserie) - Opa Lex (1984-1999)

## Discografie

### Albums
- 1986 - Abi men zet zich - Lex Goudsmit zingt het Jiddische lied- 12"-lp - Syncoop - 5746.03 / 6818 844 TY (Polydor)

## Verwijzingen in andere programma's
In het Sinterklaasjournaal van 2015 komt een goudsmid Lex voor. Deze moet een ring maken voor Sinterklaas, omdat zijn ring is kwijtgeraakt. De keuze voor deze naam lijkt, vooral door het plaatsen van de muziek van Anatevka eronder, niet op toeval te berusten.